# Cementerio del Norte de Manila
El cementerio del Norte de Manila, anteriormente conocido también como Paang Bundok, es uno de los más antiguos y, con 54 hectáreas, el más grande de los cementerios en el área metropolitana de Manila (Metro Manila). Bordeándolo hay otros dos cementerios importantes, el cementerio de La Loma y el cementerio chino de Manila. El cementerio es propiedad de la ciudad de Manila, institución que lo gestiona.
Numerosas familias viven dentro de algunos de los mausoleos. 